# Bezirk Liezen
Der Bezirk Liezen ist ein politischer Bezirk des Landes Steiermark.
Mit 3.318,72 km² ist der flächenmäßig größte Bezirk Österreichs größer als das Bundesland Vorarlberg und mit elf angrenzenden Bezirken jener Bezirk mit den meisten Nachbarbezirken in Österreich. Mit einer Bevölkerung von knapp 80.000 Einwohnern (24 Ew./km²) ist er im landesweiten Vergleich eher dünn besiedelt. Die einwohnerstärksten Gemeinden sind die Städte Liezen, Schladming und Rottenmann. Die flächenmäßig größten Gemeinden sind Admont, Sölk und Landl.
Im Bezirk Liezen liegt die LEADER-Region Ennstal-Ausseerland. Sie umfasst 18 Mitgliedsgemeinden mit 47.783 
Einwohnern (Stand Ende 2016).

## Geografie
Der Bezirk ist nahezu deckungsgleich mit dem Steirischen Ennstal. Er umfasst den steirischen Abschnitts der Enns und einen Großteil deren Einzugsgebiet mit Seitentälern, darunter das Sölktal, das Donnersbachtal, das Paltental bis kurz vor dem Schoberpass und das untere Tal der Mariazeller Salza. Ebenfalls zum Bezirk gehört das gesamte Steirische Salzkammergut im Nordwesten. Der Bezirk Liezen weist eine enorme West-Ost-Ausdehnung auf, so sind die Orte Schladming und Wildalpen etwa 100 Kilometer Luftlinie voneinander entfernt.
Aufgrund seiner Größe hat der Bezirk Anteil an zahlreichen Gebirgsgruppen der Alpen. Im Nordwesten liegen das Dachsteingebirge und das Tote Gebirge, im Südwesten befinden sich die Schladminger Tauern, die Rottenmanner und Wölzer Tauern und ein kleiner Teil der Seckauer Tauern, die allesamt zu den Niederen Tauern gehören. Bei Liezen schließen östlich daran die Ennstaler Alpen mit dem Gesäuse und den Eisenerzer Alpen an. Ganz im Osten liegen die von der Salza getrennten Ybbstaler Alpen und Norden und die Hochschwabgruppe im Süden.
In der für die amtliche Statistik der EU geführte NUTS-Gliederung ist Liezen eine der sechs Gruppen von Bezirken (Ebene NUTS:AT-2) in der Steiermark, trägt den Code AT222 und umfasst nur diesen Bezirk.

## Geschichte
Durch die Gemeindestrukturreform in der Steiermark 2015 hat sich der Bezirk durch Gemeindezusammenlegungen über Bezirksgrenzen um das ehemalige Gemeindegebiet von Hieflau aus dem Bezirk Leoben vergrößert.

### Liste der Bezirkshauptleute
Folgende Bezirkshauptleute standen der Bezirkshauptmannschaft seit 1868 vor:
- 1868–1869 Oscar Schiessler
- 1869–1870 Franz Stähling
- 1870–1881 Alfons Pavich von Pfauenthal
- 1881–1887 Martin Hofer
- 1887–1892 Anton Clement
- 1892–1901 Franz Freiherr von Braun
- 1901–1903 Boleslaw Matlachowski
- 1903–1904 Rudolf Gfr. Schönfeld
- 1904–1906 Josef de Villavicencio
- 1906–1912 Viktor R.v. Geramb
- 1912–1919 Richard Freiherr von Schmigoz
- 1919–1927 Ludwig Benedek
- 1927–1929 Karl Schmidt-Luisingen
- 1929–1934 Franz Fina
- 1934–1945 Josef Tieber
- 1945–1946 Otto Fürböck
- 1946–1947 Curt Fossel
- 1947–1974 Otto Pullitzky
- 1975–1990 Manfred Meier
- 1991–2008 Kurt Rabl
- 2009–2020 Josef Dick[1]
- 2020–2024 Christian Sulzbacher
- seit 2024 Nico Groger[4]

## Angehörige Gemeinden
Der Bezirk Liezen gliedert sich in zwei Bereiche, den Bereich Liezen und die politische Expositur Gröbming – dieses Verwaltungsgliederungsinstrument gibt es nur in diesem Bezirk. Der Bezirk umfasst insgesamt 29 Gemeinden, darunter vierzehn Ortsgemeinden, zehn Marktgemeinden und fünf Städte.
Der Bereich Liezen bzw. Gerichtsbezirk Liezen umfasst zwanzig Gemeinden, darunter vier Städte und sieben Marktgemeinden.

### Städte im Bezirk
Im Bezirk Liezen liegen fünf Städte: Liezen, Rottenmann, Schladming, Bad Aussee und Trieben. Die älteste Stadt des Bezirks ist Rottenmann. Der Stadt wurde 1279 das Stadtrecht verliehen und sie zählt damit auch zu den ältesten Städten Österreichs. Im Jahre 1322 erhielt Schladming das Stadtrecht, 1947 Liezen, 1994 Bad Aussee und zuletzt Trieben im Jahr 1996.

### Liste der Gemeinden im Bereich Liezen
Die Einwohnerzahlen der Liste sind vom 1. Jänner 2024,
Regionen sind Kleinregionen der Steiermark
| Gemeinde                    | Lage | Ew    | km²    | Ew / km² | Gerichtsbezirk | Region                           | Typ             | Foto | Metadaten         |
| --------------------------- | ---- | ----- | ------ | -------- | -------------- | -------------------------------- | --------------- | ---- | ----------------- |
| Admont                      |      | 4.906 | 300,02 | 16       | Liezen         | 001 Gesäuse Eisenwurzen          | Markt- gemeinde | ja   | Gem.Kennz.: 61253 |
| Aigen im Ennstal            |      | 2.715 | 86,41  | 31       | Liezen         | 093 Irdning / Enns–Grimming-Land | Gemeinde        | ja   | Gem.Kennz.: 61203 |
| Altaussee                   |      | 1.903 | 92,57  | 21       | Liezen         | 006 Ausseerland–Salzkammergut    | Gemeinde        | ja   | Gem.Kennz.: 61204 |
| Altenmarkt bei Sankt Gallen |      | 804   | 43,38  | 19       | Liezen         | 001 Gesäuse Eisenwurzen          | Markt- gemeinde | ja   | Gem.Kennz.: 61205 |
| Ardning                     |      | 1.292 | 34,04  | 38       | Liezen         | 001 Gesäuse Eisenwurzen          | Gemeinde        | ja   | Gem.Kennz.: 61206 |
| Bad Aussee                  |      | 5.002 | 82,03  | 61       | Liezen         | 006 Ausseerland–Salzkammergut    | Stadt- gemeinde | ja   | Gem.Kennz.: 61207 |
| Bad Mitterndorf             |      | 4.935 | 196,17 | 25       | Liezen         | 006 Ausseerland–Salzkammergut    | Markt- gemeinde | ja   | Gem.Kennz.: 61255 |
| Gaishorn am See             |      | 1.340 | 76,83  | 17       | Liezen         | –                                | Markt- gemeinde | ja   | Gem.Kennz.: 61256 |
| Grundlsee                   |      | 1.161 | 152,23 | 7,6      | Liezen         | 006 Ausseerland–Salzkammergut    | Gemeinde        | ja   | Gem.Kennz.: 61215 |
| Irdning-Donnersbachtal      |      | 4.202 | 199,61 | 21       | Liezen         | 093 Irdning/Enns–Grimming-Land   | Markt- gemeinde | ja   | Gem.Kennz.: 61257 |
| Landl                       |      | 2.510 | 254,85 | 9,8      | Liezen         | 001 Gesäuse Eisenwurzen          | Gemeinde        | ja   | Gem.Kennz.: 61258 |
| Lassing                     |      | 1.686 | 37,15  | 45       | Liezen         | 093 Irdning / Enns–Grimming-Land | Gemeinde        | ja   | Gem.Kennz.: 61222 |
| Liezen                      |      | 8.211 | 92,11  | 89       | Liezen         | –                                | Stadt- gemeinde | ja   | Gem.Kennz.: 61259 |
| Rottenmann                  |      | 5.027 | 205,48 | 24       | Liezen         | –                                | Stadt- gemeinde | ja   | Gem.Kennz.: 61263 |
| Sankt Gallen                |      | 1.803 | 129,65 | 14       | Liezen         | 001 Gesäuse Eisenwurzen          | Markt- gemeinde | ja   | Gem.Kennz.: 61264 |
| Selzthal                    |      | 1.498 | 16,71  | 90       | Liezen         | –                                | Gemeinde        | ja   | Gem.Kennz.: 61243 |
| Stainach-Pürgg              |      | 2.711 | 73,10  | 37       | Liezen         | 093 Irdning / Enns–Grimming-Land | Markt- gemeinde | ja   | Gem.Kennz.: 61267 |
| Trieben                     |      | 3.306 | 45,51  | 73       | Liezen         | –                                | Stadt- gemeinde | ja   | Gem.Kennz.: 61247 |
| Wildalpen                   |      | 434   | 203,12 | 2,1      | Liezen         | 001 Gesäuse Eisenwurzen          | Gemeinde        | ja   | Gem.Kennz.: 61251 |
| Wörschach                   |      | 1.187 | 42,89  | 28       | Liezen         | 093 Irdning / Enns–Grimming-Land | Gemeinde        | ja   | Gem.Kennz.: 61252 |

### Politische Expositur Gröbming
Die Politische Expositur Gröbming bzw. Gerichtsbezirk Schladming umfasst neun Gemeinden, darunter eine Stadt und drei Marktgemeinden.

### Liste der Gemeinden im Bereich der Expositur Gröbming
Die Einwohnerzahlen der Liste sind vom 1. Jänner 2024,
Regionen sind Kleinregionen der Steiermark
| Gemeinde                | Lage | Ew    | km²    | Ew / km² | Gerichtsbezirk | Region                                   | Typ             | Foto | Metadaten         |
| ----------------------- | ---- | ----- | ------ | -------- | -------------- | ---------------------------------------- | --------------- | ---- | ----------------- |
| Aich                    |      | 1.313 | 56,59  | 23       | Schladming     | 009 Schladming                           | Gemeinde        | ja   | Gem.Kennz.: 61254 |
| Gröbming                |      | 3.202 | 66,95  | 48       | Schladming     | 005 Gröbming aufgelöst 17. Februar 2018  | Markt- gemeinde | ja   | Gem.Kennz.: 61213 |
| Haus                    |      | 2.445 | 83,01  | 29       | Schladming     | 009 Schladming                           | Markt- gemeinde | ja   | Gem.Kennz.: 61217 |
| Michaelerberg-Pruggern  |      | 1.262 | 47,83  | 26       | Schladming     | 005 Gröbming aufgelöst 17. Februar 2018  | Gemeinde        | ja   | Gem.Kennz.: 61260 |
| Mitterberg-Sankt Martin |      | 1.954 | 54,94  | 36       | Schladming     | 005 Gröbming aufgelöst 17. Februar 2018  | Gemeinde        | ja   | Gem.Kennz.: 61261 |
| Öblarn                  |      | 1.915 | 70,10  | 27       | Schladming     | 005 Gröbming aufgelöst 17. Februar 2018  | Markt- gemeinde | ja   | Gem.Kennz.: 61262 |
| Ramsau am Dachstein     |      | 2.917 | 75,75  | 39       | Schladming     | 009 Schladming                           | Gemeinde        | ja   | Gem.Kennz.: 61236 |
| Schladming              |      | 6.548 | 211,00 | 31       | Schladming     | 009 Schladming                           | Stadt- gemeinde | ja   | Gem.Kennz.: 61265 |
| Sölk                    |      | 1.489 | 288,68 | 5,2      | Schladming     | 005 Gröbming aufgelöst 21. November 2020 | Gemeinde        | ja   | Gem.Kennz.: 61266 |